# Werner Leimgruber
Werner Leimgruber (ur. 2 września 1934 w Bazylei, zm. 2 stycznia 2025) – szwajcarski piłkarz grający na pozycji obrońcy. W swojej karierze rozegrał 10 meczów w reprezentacji Szwajcarii.

## Kariera klubowa
W swojej karierze piłkarskiej Leimgruber występował w klubie FC Zürich. W sezonach 1962/1963, 1965/1966 i 1967/1968 wywalczył z nim trzy tytuły mistrza Szwajcarii. W 1966 roku zdobył też Puchar Szwajcarii.

## Kariera reprezentacyjna
W reprezentacji Szwajcarii Leimgruber zadebiutował 31 marca 1963 roku w zremisowanym 1:1 meczu eliminacji do Euro 64 z Holandią, rozegranym w Bernie. W 1966 roku był w kadrze Szwajcarii na mistrzostwa świata w Anglii. Na tym turnieju wystąpił w jednym meczu, z Hiszpanią (1:2). Od 1963 do 1966 roku rozegrał w kadrze narodowej 10 meczów.